# Autriche aux Jeux olympiques d'hiver de 1988
L'Autriche participe aux Jeux olympiques d'hiver de 1988, qui ont lieu à Calgary au Canada. Ce pays, représenté par 81 athlètes, prend part aux Jeux d'hiver pour la quinzième fois après sa présence à toutes les éditions précédentes. Les athlètes autrichiens remportent 10 médailles : 3 d'or, 5 d'argent et 2 de bronze. Il se classent au 6e rang du tableau des médailles.

## Médaillés
| Médaille | Athlète                                             | Sport               | Épreuve              |
| -------- | --------------------------------------------------- | ------------------- | -------------------- |
| Or       | Hubert Strolz                                       | Ski alpin           | Combiné hommes       |
| Or       | Anita Wachter                                       | Ski alpin           | Combiné femmes       |
| Or       | Sigrid Wolf                                         | Ski alpin           | Super G femmes       |
| Argent   | Bernhard Gstrein                                    | Ski alpin           | Combiné hommes       |
| Argent   | Hubert Strolz                                       | Ski alpin           | Slalom géant hommes  |
| Argent   | Helmut Mayer                                        | Ski alpin           | Super G hommes       |
| Argent   | Klaus Sulzenbacher                                  | Combiné nordique    | Individuel hommes    |
| Argent   | Michael Hadschieff                                  | Patinage de vitesse | 10 000 mètres hommes |
| Bronze   | Hansjörg Aschenwald Günther Csar Klaus Sulzenbacher | Combiné nordique    | Par équipes hommes   |
| Bronze   | Michael Hadschieff                                  | Patinage de vitesse | 1 500 mètres hommes  |

## Résultats

### Biathlon

#### Individuel
| Épreuve | Athlète          | Manquées 1 | Temps         | Rang |
| ------- | ---------------- | ---------- | ------------- | ---- |
| 10 km   | Alfred Eder      | 2          | 27 min 57 s 3 | 40   |
| 10 km   | Egon Leitner     | 2          | 27 min 42 s 4 | 37   |
| 10 km   | Bruno Hofstätter | 1          | 27 min 02 s 8 | 23   |
| 10 km   | Franz Schuler    | 1          | 26 min 45 s 0 | 17   |

| Épreuve | Athlète          | Temps         | Misses | Temps ajusté 2    | Rang |
| ------- | ---------------- | ------------- | ------ | ----------------- | ---- |
| 20 km   | Franz Schuler    | 55 min 24 s 5 | 8      | 1 h 03 min 24 s 5 | 36   |
| 20 km   | Egon Leitner     | 58 min 52 s 3 | 3      | 1 h 01 min 52 s 3 | 27   |
| 20 km   | Alfred Eder      | 55 min 39 s 7 | 6      | 1 h 01 min 39 s 7 | 26   |
| 20 km   | Bruno Hofstätter | 57 min 05 s 1 | 4      | 1 h 01 min 05 s 1 | 24   |

#### Relais 4 × 7,5 km
| Athlètes                                                           | Course     | Course            | Course |
| Athlètes                                                           | Manquées 1 | Temps             | Rang   |
| ------------------------------------------------------------------ | ---------- | ----------------- | ------ |
| Anton Lengauer-Stockner Bruno Hofstätter Franz Schuler Alfred Eder | 0          | 1 h 24 min 17 s 6 | 4      |

1Une boucle de pénalité 150 mètres par cible manquée doit être parcourue.

2Une minute ajoutée par cible manquée.

### Bobsleigh
| Bob   | Athlètes                                            | Épreuve             | Manche 1 | Manche 1 | Manche 2 | Manche 2 | Manche 3      | Manche 3 | Manche 4 | Manche 4 | Total         | Total |
| Bob   | Athlètes                                            | Épreuve             | Temps    | Rang     | Temps    | Rang     | Temps         | Rang     | Temps    | Rang     | Temps         | Rang  |
| ----- | --------------------------------------------------- | ------------------- | -------- | -------- | -------- | -------- | ------------- | -------- | -------- | -------- | ------------- | ----- |
| AUT-1 | Ingo Appelt Harald Winkler                          | Bob à deux hommes   | 57 s 22  | 2        | 59 s 83  | 12       | 1 min 00 s 00 | 5        | 59 s 44  | 9        | 3 min 56 s 49 | 5     |
| AUT-2 | Peter Kienast Christian Mark                        | Bob à deux hommes   | 58 s 19  | 13       | 58 s 96  | 4        | 1 min 00 s 48 | 12       | 59 s 28  | 7        | 3 min 56 s 91 | 8     |
| AUT-1 | Peter Kienast Franz Siegl Christian Mark Kurt Teigl | Bob à quatre hommes | 57 s 07  | 11       | 57 s 40  | 4        | 56 s 27       | 2        | 57 s 91  | 8        | 3 min 48 s 65 | 6     |
| AUT-2 | Ingo Appelt Josef Muigg Gerhard Redl Harald Winkler | Bob à quatre hommes | 56 s 93  | 8        | 57 s 51  | 5        | 56 s 41       | 4        | 58 s 10  | 13       | 3 min 48 s 95 | 7     |

### Combiné nordique

#### Individuel hommes
Épreuves:
- Saut à ski, tremplin normal (deux meilleurs sauts sur trois)
- Ski de fond 15 km (retards au départ basés sur les résultats du saut à ski)

| Athlète             | Épreuve    | Saut à ski | Saut à ski | Ski de fond    | Ski de fond   | Total   | Total                              |
| Athlète             | Épreuve    | Points     | Rang       | Commence après | Temps         | Points  | Rang                               |
| ------------------- | ---------- | ---------- | ---------- | -------------- | ------------- | ------- | ---------------------------------- |
| Günther Csar        | Individuel | 196,2      | 25         | 3 min 35 s 4   | 45 min 26 s 2 | 378,430 | 34                                 |
| Klaus Ofner         | Individuel | 208,9      | 11         | 2 min 10 s 7   | 43 min 26 s 3 | 396,410 | 22                                 |
| Hansjörg Aschenwald | Individuel | 214,1      | 7          | 1 min 36 s 0   | 43 min 55 s 5 | 392,025 | 24                                 |
| Klaus Sulzenbacher  | Individuel | 228,5      | 1          | 0 min 00 s 0   | 39 min 46 s 5 | 429,375 | Médaille d'argent, Jeux olympiques |

#### Par équipe hommes
Trois participants par équipe.
Épreuves:
- Saut à ski, tremplin normal (Trois sauts par athlète par tour, les deux meilleurs sont comptés)
- Ski de fond 3 × 10 km (retards au départ basés sur les résultats du saut à ski)

| Athlètes                                            | Saut à ski | Saut à ski | Ski de fond    | Ski de fond       | Total                               |
| Athlètes                                            | Points     | Rang       | Commence après | Temps             | Rang                                |
| --------------------------------------------------- | ---------- | ---------- | -------------- | ----------------- | ----------------------------------- |
| Hansjörg Aschenwald Günther Csar Klaus Sulzenbacher | 626,6      | 2          | 0 min 16 s 0   | 1 h 21 min 16 s 9 | Médaille de bronze, Jeux olympiques |

### Hockey sur glace

#### Groupe B
Les trois meilleures équipes (en bleu) de chaque groupe vont au tour final.
|                      | Joués | Gagnés | Perdus | Nuls | Buts pour | Buts contre | Points |
| -------------------- | ----- | ------ | ------ | ---- | --------- | ----------- | ------ |
| Union soviétique     | 5     | 5      | 0      | 0    | 32        | 10          | 10     |
| Allemagne de l'Ouest | 5     | 4      | 1      | 0    | 19        | 12          | 8      |
| Tchécoslovaquie      | 5     | 3      | 2      | 0    | 23        | 14          | 6      |
| États-Unis           | 5     | 2      | 3      | 0    | 27        | 27          | 4      |
| Autriche             | 5     | 0      | 4      | 1    | 12        | 29          | 1      |
| Norvège              | 5     | 0      | 4      | 1    | 11        | 32          | 1      |

#### Résultats
- États-Unis 10-6 Autriche
- Union soviétique 8-1 Autriche
- Autriche 1-3 Allemagne de l'Ouest
- Autriche 4-0 Tchécoslovaquie
- Autriche 4-4 Norvège

#### Match pour la9eplace
Autriche 3-2  Pologne

#### Composition de l'équipe
Rudolf König, Herbert Pök, Konrad Dorn, Bernard Hutz, Martin Platzer, Thomas Cijan, Kelvin Greenbank, Kurt Haranda, Edward Lebler, Peter Raffl, Brian Stankiewicz, Michael Shea, Werner Kerth, Manfred Mühr, Gerhard Puschnik, Robert Mack, Andreas Salat, Robin Sadler, Hans Sulzer, Gert Kompajn, Peter Zhenalik, Günter Koren et Silvester Szybisti

### Luge

#### Hommes individuel
| Athlète             | Manche 1 | Manche 1 | Manche 2 | Manche 2 | Manche 3    | Manche 3    | Manche 4    | Manche 4    | Total          | Total       |
| Athlète             | Temps    | Rang     | Temps    | Rang     | Temps       | Rang        | Temps       | Rang        | Temps          | Rang        |
| ------------------- | -------- | -------- | -------- | -------- | ----------- | ----------- | ----------- | ----------- | -------------- | ----------- |
| Gerhard Sandbichler | 46 s 911 | 14       | 46 s 990 | 15       | Disqualifié | Disqualifié | Disqualifié | Disqualifié | Disqualifié    | Disqualifié |
| Otto Mayregger      | 46 s 777 | 10       | 46 s 896 | 14       | 46 s 925    | 11          | 46 s 931    | 8           | 3 min 07 s 619 | 9           |
| Markus Prock        | 46 s 637 | 8        | 46 s 632 | 4        | 47 s 637    | 22          | 46 s 829    | 5           | 3 min 07 s 735 | 11          |

#### Hommes doubles
| Athlètes                              | Manche 1 | Manche 1 | Manche 2 | Manche 2 | Total          | Total |
| Athlètes                              | Temps    | Rang     | Temps    | Rang     | Temps          | Rang  |
| ------------------------------------- | -------- | -------- | -------- | -------- | -------------- | ----- |
| Georg Fluckinger Robert Manzenreiter  | 46 s 135 | 8        | 46 s 229 | 3        | 1 min 32 s 364 | 5     |
| Gerhard Sandbichler Franz Lechleitner | 46 s 771 | 14       | 46 s 691 | 9        | 1 min 33 s 462 | 12    |

#### Femmes individuel
| Athlète          | Manche 1 | Manche 1 | Manche 2 | Manche 2 | Manche 3 | Manche 3 | Manche 4 | Manche 4 | Total          | Total |
| Athlète          | Temps    | Rang     | Temps    | Rang     | Temps    | Rang     | Temps    | Rang     | Temps          | Rang  |
| ---------------- | -------- | -------- | -------- | -------- | -------- | -------- | -------- | -------- | -------------- | ----- |
| Andrea Tagwerker | 46 s 787 | 13       | 47 s 140 | 13       | 46 s 735 | 9        | 46 s 839 | 14       | 3 min 07 s 501 | 12    |

### Patinage artistique
| Athlètes                    | Épreuve         | CD | OD | FD | TFP    | Rang |
| --------------------------- | --------------- | -- | -- | -- | ------ | ---- |
| Kathrin Beck Christoff Beck | Danse sur glace | 5  | 5  | 5  | 10 s 0 | 5    |

### Patinage de vitesse

#### Hommes
| Épreuve  | Athlète            | Course         | Course                              |
| Épreuve  | Athlète            | Temps          | Rang                                |
| -------- | ------------------ | -------------- | ----------------------------------- |
| 500 m    | Christian Eminger  | 39 s 70        | 34                                  |
| 500 m    | Michael Hadschieff | 37 s 90        | 26                                  |
| 1000 m   | Michael Hadschieff | 1 min 13 s 84  | 6                                   |
| 1500 m   | Michael Hadschieff | 1 min 52 s 31  | Médaille de bronze, Jeux olympiques |
| 5000 m   | Christian Eminger  | 6 min 57 s 22  | 20                                  |
| 5000 m   | Michael Hadschieff | 6 min 48 s 72  | 5                                   |
| 10,000 m | Christian Eminger  | 14 min 30 s 21 | 19                                  |
| 10,000 m | Michael Hadschieff | 13 min 56 s 11 | Médaille d'argent, Jeux olympiques  |

#### Femmes
| Épreuve | Athlète              | Course        | Course |
| Épreuve | Athlète              | Temps         | Rang   |
| ------- | -------------------- | ------------- | ------ |
| 500 m   | Emese Nemeth-Hunyady | 41 s 38       | 19     |
| 1000 m  | Emese Nemeth-Hunyady | 1 min 22 s 22 | 16     |
| 3000 m  | Emese Nemeth-Hunyady | 4 min 27 s 56 | 14     |

### Saut à ski

#### Individuel
| Athlète          | Épreuve         | Saut 1   | Saut 1 | Saut 2   | Saut 2 | Total  | Total |
| Athlète          | Épreuve         | Distance | Points | Distance | Points | Points | Rang  |
| ---------------- | --------------- | -------- | ------ | -------- | ------ | ------ | ----- |
| Ernst Vettori    | Tremplin normal | 79,5 m   | 94,8   | 76,0 m   | 86,7   | 181,5  | 24    |
| Andreas Felder   | Tremplin normal | 80,5 m   | 96,9   | 81,0 m   | 95,2   | 192,1  | 12    |
| Günther Stranner | Tremplin normal | 83,5 m   | 98,7   | 78,0 m   | 87,9   | 186,6  | 20    |
| Heinz Kuttin     | Tremplin normal | 87,0 m   | 105,3  | 80,5 m   | 94,4   | 199,7  | 6     |
| Ernst Vettori    | Grand tremplin  | 103,0 m  | 94,1   | 96,5 m   | 82,5   | 176,6  | 28    |
| Günther Stranner | Grand tremplin  | 112,0 m  | 106,7  | 94,5 m   | 78,2   | 184,9  | 20    |
| Heinz Kuttin     | Grand tremplin  | 112,0 m  | 108,2  | 98,5 m   | 85,3   | 193,5  | 12    |
| Andreas Felder   | Grand tremplin  | 113,5 m  | 110,3  | 103,0 m  | 93,6   | 203,9  | 6     |

#### Par équipe
| Athlètes                                                   | Résultat | Résultat |
| Athlètes                                                   | Points 1 | Rang     |
| ---------------------------------------------------------- | -------- | -------- |
| Ernst Vettori Heinz Kuttin Günther Stranner Andreas Felder | 577,6    | 5        |

1Les quatre membres de l'équipe font deux saut chacun. Les trois meilleurs sont comptés.

### Ski alpin

#### Hommes
| Athlète                | Épreuve      | Manche 1        | Manche 2        | Total           | Total                              |
| Athlète                | Épreuve      | Temps           | Temps           | Temps           | Rang                               |
| ---------------------- | ------------ | --------------- | --------------- | --------------- | ---------------------------------- |
| Günther Mader          | Descente     |                 |                 | 2 min 03 s 96   | 19                                 |
| Anton Steiner          | Descente     |                 |                 | 2 min 02 s 19   | 7                                  |
| Gerhard Pfaffenbichler | Descente     |                 |                 | 2 min 02 s 02   | 5                                  |
| Leonhard Stock         | Descente     |                 |                 | 2 min 01 s 56   | 4                                  |
| Leonhard Stock         | Super-G      |                 |                 | 1 min 42 s 36   | 8                                  |
| Günther Mader          | Super-G      |                 |                 | 1 min 41 s 96   | 5                                  |
| Hubert Strolz          | Super-G      |                 |                 | 1 min 41 s 11   | 4                                  |
| Helmut Mayer           | Super-G      |                 |                 | 1 min 40 s 96   | Médaille d'argent, Jeux olympiques |
| Günther Mader          | Slalom géant | 1 min 06 s 74   | 1 min 03 s 30   | 2 min 10 s 04   | 11                                 |
| Helmut Mayer           | Slalom géant | 1 min 06 s 32   | 1 min 02 s 77   | 2 min 09 s 09   | 7                                  |
| Rudi Nierlich          | Slalom géant | 1 min 05 s 75   | 1 min 03 s 17   | 2 min 08 s 92   | 5                                  |
| Hubert Strolz          | Slalom géant | 1 min 05 s 05   | 1 min 02 s 36   | 2 min 07 s 41   | Médaille d'argent, Jeux olympiques |
| Rudi Nierlich          | Slalom       | N'a pas terminé | N'a pas terminé | N'a pas terminé | N'a pas terminé                    |
| Günther Mader          | Slalom       | 52 s 69         | N'a pas terminé | N'a pas terminé | N'a pas terminé                    |
| Thomas Stangassinger   | Slalom       | N'a pas terminé | N'a pas terminé | N'a pas terminé | N'a pas terminé                    |
| Bernhard Gstrein       | Slalom       | 51 s 87         | 48 s 21         | 1 min 40 s 08   | 4                                  |

#### Combiné hommes
| Athlète              | Descente      | Slalom          | Slalom          | Total           | Total                              |
| Athlète              | Temps         | Temps 1         | Temps 2         | Points          | Rang                               |
| -------------------- | ------------- | --------------- | --------------- | --------------- | ---------------------------------- |
| Thomas Stangassinger | 1 min 54 s 70 | 44 s 76         | 42 s 93         | 107,87          | 13                                 |
| Bernhard Gstrein     | 1 min 50 s 20 | 43 s 17         | 42 s 65         | 43,45           | Médaille d'argent, Jeux olympiques |
| Günther Mader        | 1 min 49 s 56 | N'a pas terminé | N'a pas terminé | N'a pas terminé | N'a pas terminé                    |
| Hubert Strolz        | 1 min 48 s 51 | 44 s 56         | 42 s 75         | 36,55           | Médaille d'or, Jeux olympiques     |

#### Femmes
| Athlète            | Épreuve      | Manche 1        | Manche 2        | Total           | Total                          |
| Athlète            | Épreuve      | Temps           | Temps           | Temps           | Rang                           |
| ------------------ | ------------ | --------------- | --------------- | --------------- | ------------------------------ |
| Sigrid Wolf        | Descente     |                 |                 | N'a pas terminé | N'a pas terminé                |
| Anita Wachter      | Descente     |                 |                 | N'a pas terminé | N'a pas terminé                |
| Elisabeth Kirchler | Descente     |                 |                 | 1 min 27 s 19   | 8                              |
| Petra Kronberger   | Descente     |                 |                 | 1 min 27 s 03   | 6                              |
| Sylvia Eder        | Super-G      |                 |                 | 1 min 22 s 39   | 25                             |
| Elisabeth Kirchler | Super-G      |                 |                 | 1 min 21 s 16   | 15                             |
| Anita Wachter      | Super-G      |                 |                 | 1 min 20 s 36   | 5                              |
| Sigrid Wolf        | Super-G      |                 |                 | 1 min 19 s 03   | Médaille d'or, Jeux olympiques |
| Sigrid Wolf        | Slalom géant | N'a pas terminé | N'a pas terminé | N'a pas terminé | N'a pas terminé                |
| Petra Kronberger   | Slalom géant | 1 min 02 s 41   | 1 min 09 s 90   | 2 min 12 s 31   | 14                             |
| Ulrike Maier       | Slalom géant | 1 min 01 s 41   | 1 min 06 s 59   | 2 min 08 s 10   | 6                              |
| Anita Wachter      | Slalom géant | 1 min 00 s 23   | 1 min 08 s 15   | 2 min 08 s 38   | 7                              |
| Anita Wachter      | Slalom       | N'a pas terminé | N'a pas terminé | N'a pas terminé | N'a pas terminé                |
| Ulrike Maier       | Slalom       | 50 s 94         | 49 s 60         | 1 min 40 s 54   | 10                             |
| Roswitha Steiner   | Slalom       | 50 s 43         | 48 s 34         | 1 min 38 s 77   | 4                              |
| Ida Ladstätter     | Slalom       | 49 s 71         | 49 s 88         | 1 min 39 s 59   | 6                              |

#### Combiné femmes
| Athlète          | Descente        | Slalom          | Slalom          | Total           | Total                          |
| Athlète          | Temps           | Temps 1         | Temps 2         | Points          | Rang                           |
| ---------------- | --------------- | --------------- | --------------- | --------------- | ------------------------------ |
| Ulrike Maier     | N'a pas terminé | N'a pas terminé | N'a pas terminé | N'a pas terminé | N'a pas terminé                |
| Sylvia Eder      | 1 min 19 s 68   | 42 s 03         | 43 s 88         | 92 s 86         | 12                             |
| Petra Kronberger | 1 min 18 s 36   | 44 s 53         | 43 s 25         | 88 s 01         | 11                             |
| Anita Wachter    | 1 min 17 s 14   | 40 s 68         | 42 s 29         | 29 s 25         | Médaille d'or, Jeux olympiques |

### Ski de fond

#### Individuel hommes
| Épreuve | Athlète          | Course            | Course          |
| Épreuve | Athlète          | Temps             | Rang            |
| ------- | ---------------- | ----------------- | --------------- |
| 15 km   | Martin Standmann | 46 min 04 s 1     | 42              |
| 15 km   | Alois Stadlober  | 45 min 38 s 5     | 36              |
| 15 km   | André Blatter    | 45 min 15 s 2     | 32              |
| 15 km   | Alois Schwarz    | 45 min 06 s 9     | 31              |
| 30 km   | Martin Standmann | 1 h 34 min 24 s 8 | 44              |
| 30 km   | Alois Stadlober  | 1 h 32 min 00 s 0 | 33              |
| 30 km   | Alois Schwarz    | 1 h 29 min 34 s 4 | 18              |
| 50 km   | Alois Stadlober  | N'a pas terminé   | N'a pas terminé |
| 50 km   | Alois Schwarz    | 2 h 17 min 03 s 5 | 41              |
| 50 km   | Martin Standmann | 2 h 13 min 39 s 3 | 36              |
| 50 km   | André Blatter    | 2 h 10 min 43 s 6 | 19              |

#### Relais 4 × 10 km hommes
| Athlètes                                                     | Course            | Course |
| Athlètes                                                     | Temps             | Rang   |
| ------------------------------------------------------------ | ----------------- | ------ |
| André Blatter Alois Schwarz Martin Standmann Alois Stadlober | 1 h 49 min 14 s 5 | 10     |

Femmes
| Épreuve | Athlète            | Course            | Course          |
| Épreuve | Athlète            | Temps             | Rang            |
| ------- | ------------------ | ----------------- | --------------- |
| 5 km    | Hildegard Embacher | 17 min 18 s 6     | 45              |
| 5 km    | Margot Kober       | 16 min 39 s 2     | 36              |
| 5 km    | Maria Theurl       | 16 min 36 s 7     | 34              |
| 5 km    | Cornelia Sulzer    | 16 min 09 s 7     | 20              |
| 10 km   | Maria Theurl       | N'a pas terminé   | N'a pas terminé |
| 10 km   | Hildegard Embacher | 34 min 53 s 2     | 42              |
| 10 km   | Margot Kober       | 32 min 22 s 2     | 34              |
| 10 km   | Cornelia Sulzer    | 32 min 17 s 1     | 26              |
| 20 km   | Margot Kober       | N'a pas terminé   | N'a pas terminé |
| 20 km   | Hildegard Embacher | 1 h 07 min 35 s 1 | 50              |
| 20 km   | Cornelia Sulzer    | 1 h 03 min 01 s 2 | 37              |